# Ieuan Dyfi
Ieuan Dyfi (1461 circa – 1502 circa) è stato un poeta gallese.

## Biografia
Si hanno poche informazioni su Ieuan e sulla sua poesia. Compose cinque poemi su una donna chiamata Anni Goch, in uno dei quali accusò come le donne false si fossero comportate durante la storia.
Ricerche recenti hanno mostrato che Ieuan Dyfi fosse stato portato a un tribunale della chiesa, dove ammise degli adulteri con Anni, una donna sposata. Questo provocò una risposta da parte di Gwerful Mechain nel suo poema I Ateb Ieuan Dyfi am gywydd Anni Goch.